# 전태관
전태관(1962년 5월 16일~2018년 12월 27일)은 대한민국의 밴드 봄여름가을겨울에서 드럼을 연주한 음악가이다.

## 학력
- 은석초등학교 졸업 (1969년 입학)
- 삼선중학교 졸업 (1975년 입학)
- 신일고등학교 졸업 (1978년 입학)
- 서강대학교 경영학과 졸업 (‘킨젝스’에서 드러머로 활동)

## 활동
- 1986년 김현식과 봄여름가을겨울에서 활동
- 1988년 봄여름가을겨울 1집 발표

## 인간 관계
- 생전에 절친이었던 친구로는 김종진  장기호, 박성식, 유재하가 있다.

## 사망
2012년부터 신장암으로 투병을 하였고 투병 중에 관절이 완전히 퇴화되어 인공관절 이식을 하기도 했지만 제대로 못 걸을 정도로 힘들게 투병생활을 해 왔으며, 끝내 2018년 12월 27일에 병마를 극복하지 못하고 향년 57세로 사망하였다.
한편 전태관은 그의 부인 김영기씨가 암 투병 끝에 세상을 떠난 뒤 상심이 너무 컸다고 한다.